# Vyšehradský železniční most
Železniční most (někdy uváděný s upřesňujícím určením „vyšehradský“, „pod Vyšehradem“, „výtoňský“, „na Výtoni“, „smíchovský“, nebo i jako „Výtoňský most“) propojuje vltavské břehy v Praze u Výtoně (bývalé Podskalí) pod Vyšehradem a Smíchov. Most není oficiálně pojmenovaný, v mapách je běžně označován podobně jako jiné nepojmenované železniční mosty slovy železniční most (s malým písmenem), v tomto případě však bylo toto označení vžité jako neoficiální vlastní jméno. Byl označován jako Most železniční na Smíchov (1881) nebo Most spojovací dráhy císaře Františka Josefa (1909).
V pořadí po proudu řeky je pátým mostem přes Vltavu na území Prahy.

## Historie před vznikem železnice

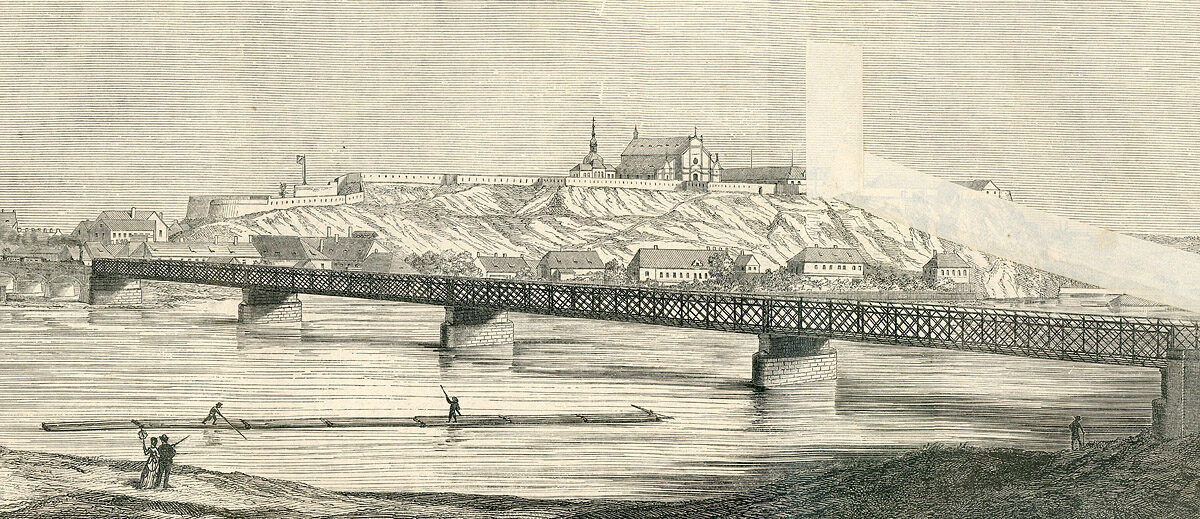
Návrh nového mostu, prezentovaný v roce 1870 v časopise Světozor

Údajně první most přes Vltavu v oblasti Výtoně vznikl v rámci revolučních událostí roku 1848, v době červnového povstání. Podskalští plavci zde mezi Výtoní a Smíchovem vybudovali ze svých vorů pontonovou konstrukci, přes kterou měly do Prahy dorazit české posily z venkova. V dobových mapách byla popsána jako „vorový most“. Po potlačení revoluce byl most rozebrán a dřevo použito na otop a stavební účely.
Zpočátku byly dráhy různých vlastníků zakončené v Praze na různých nádražích a nebyly navzájem propojeny. To komplikovalo zejména nákladní dopravu zbytečnou dvojí překládkou, armádě absence propojení komplikovala přesuny vojska při prusko-rakouské války v roce 1866. Plány na pražskou spojovací dráhu, tedy propojku mezi Českou západní dráhou (nádražím na Smíchově) a Státní dráhou vznikaly postupně v několika variantách. Jedna z navrhovaných variant by vedla ze Smíchova přes petřínské svahy a Malou Stranu a ke Státní dráze by se připojila v Bubnech. Jiná navrhovaná varianta by zahrnovala nový most přes Střelecký ostrov a trasu po Národní třídě a Příkopech až k domu U Hybernů a zdejší celnici, která již na Státní dráhu byla napojena. Tyto varianty vzbuzovaly odpor kvůli přílišnému narušení pražského centra. Po letech sporů zvítězila varianta trasy od Západního nádraží (dnešní nádraží Praha-Smíchov) po novém železničním mostě pod Vyšehrad a dále Nuselským údolím (v té době ještě nezastavěným) a Vinohradskými tunely na nádraží císaře Františka Josefa (dnešní pražské hlavní nádraží), kterým končila nová trať od Vídně.

## Původní most

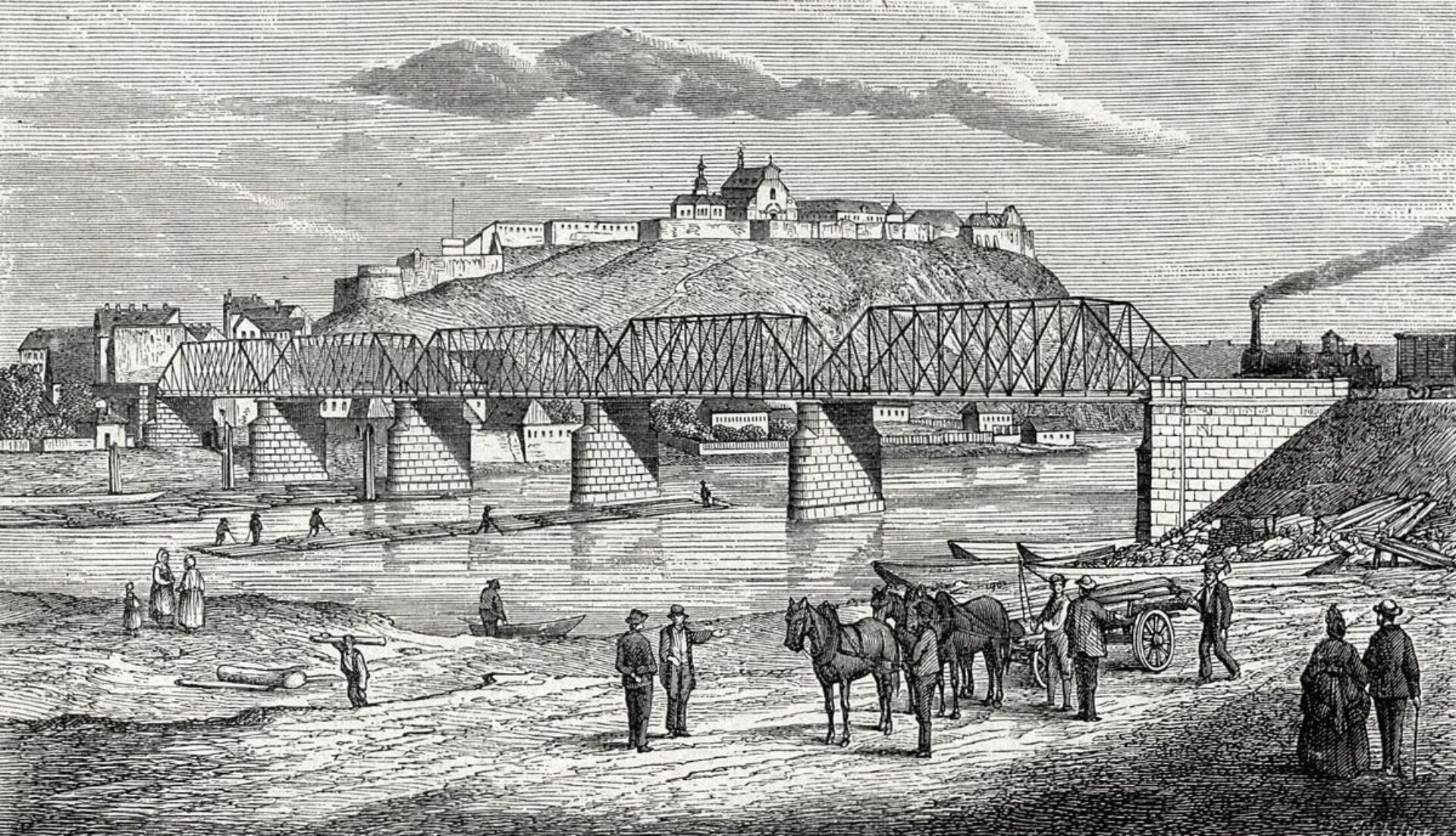
Vyšehradské panorama s novým mostem v Novém pražském kalendáři z roku 1873

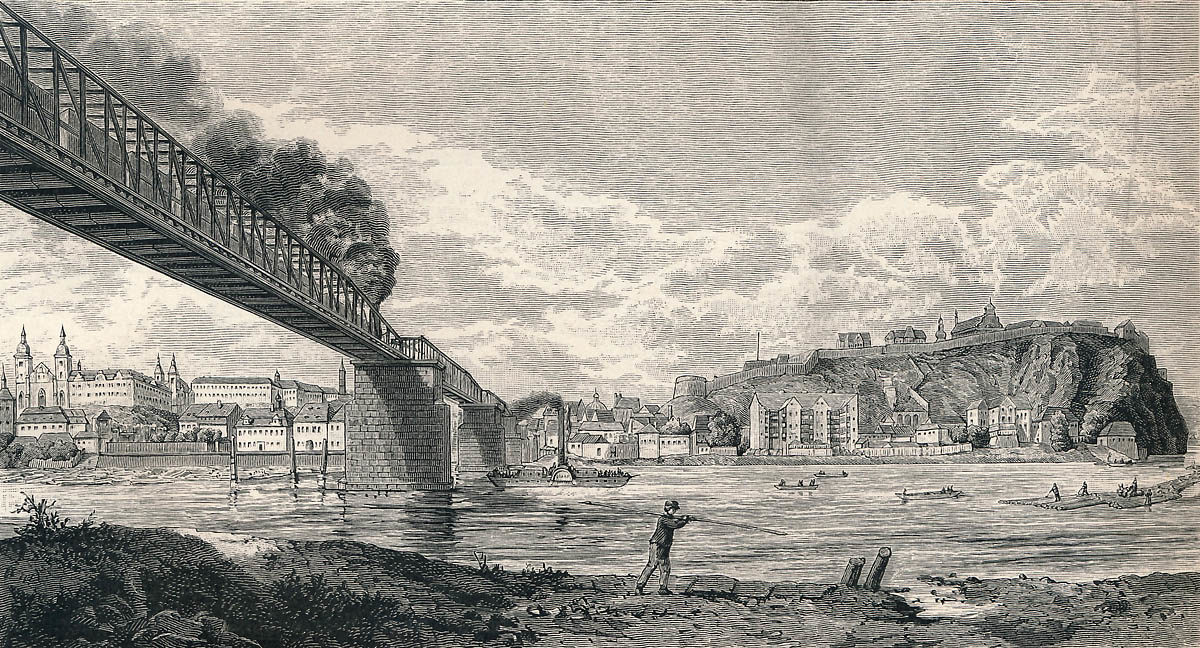
Původní most na rytině podle kresby Františka Chalupy v encyklopedické edici Ottovy Čechy

Podoba nového železničního mostu přes Vltavu byla předmětem sporů a diskusí. Původně se uvažovalo o dřevěné konstrukci, tato myšlenka byla kvůli přílišnému ohrožení požárem či povodněmi brzy opuštěna a dále již se volilo jen mezi kamenným a ocelovým viaduktem. Ocelová varianta zřejmě zvítězila kvůli větší rychlosti výstavby a možnosti realizovat most prozatím pouze v jednokolejné šířce, byť pilíře byly od počátku navrženy pro dvojkolejný most. Jednokolejný most byl tedy zřejmě od počátku zamýšlen jako dočasný.
Původní most byl postaven v letech 1871 až 1872. Most spočíval na třech pilířích, z nichž pilíř na výtoňské straně byl inundační, v zátopovém území mimo vlastní tok řeky, v místech pozdějšího nábřeží. Pilíře byly založeny na dřevěných pilotových roštech. Jednalo se o most příhradový a přímopásový, zhotovený ze svářkové oceli. Měl pět polí, každé o délce 56,9 m a celkovou délku 196,3 m. Příhradové nosníky byly lichoběžníkového tvaru. Konstrukci zhotovila Harkortova mostovna v Duisburgu podle návrhu Augusta Friedricha Köstlina. Na ocelový most navázal na vyšehradské straně směrem k Nuslím klenutý zděný viadukt přerušený ocelovým příhradovým polem přes Vyšehradskou třídu.
Pražská spojovací dráha byla slavnostně uvedena do provozu 15. srpna 1872, měsíc poté byla nedávno otevřena stanice Vyšehrad. Zpočátku dráha s mostem sloužila jen pro nákladní dopravu, až roku 1888 na ní začala i osobní doprava.
Most byl od počátku kritizován jako pro své estetické kvality a narušení vyšehradského panoramatu, tak především pro absenci lávek pro pěší, kteří tak zůstali odkázáni na přívoz. Až o 6 let později byl nedaleko otevřen Palackého most, i ten však znamenal zacházku.
Už den po opadnutí povodně v září 1890, která mimo jiné zbořila tři oblouky Karlova mostu, se psalo, že „most spojovací dráhy musí bezpochyby býti snesen“. Na vážné riziko plynoucí z podemletých pilířů pravidelně upozorňoval mimo jiné vyšehradský kanovník Mikuláš Karlach. V dalších letech proto byly návodní pilíře pravidelně zahazovány davelským lomovým kamenem, což sice prospívalo statice stavby, ale zároveň zhoršovalo podmínky pro vodní dopravu i pro průtok vysokých vod například při jarním tání.
Použitá svářková ocel měla nižší kvalitu než později zaváděná plávková ocel, a proto již roku 1890 musela být opotřebovaná konstrukce pražskou strojírnou Ruston a spol. zesilována. Vedení zestátněné Pražské spojovací dráhy již počítalo s tím, že most bude muset být nahrazen. Také se zvyšovala potřeba zdvojkolejnění tratě. 

## Nový most z roku 1901

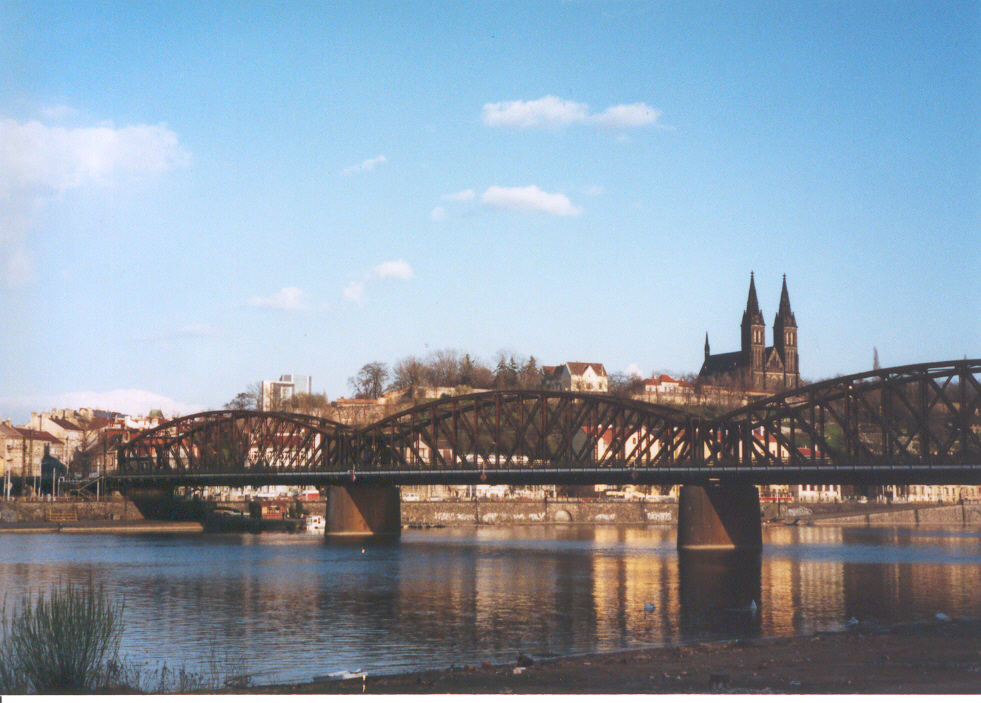
Vyšehrad a železniční most

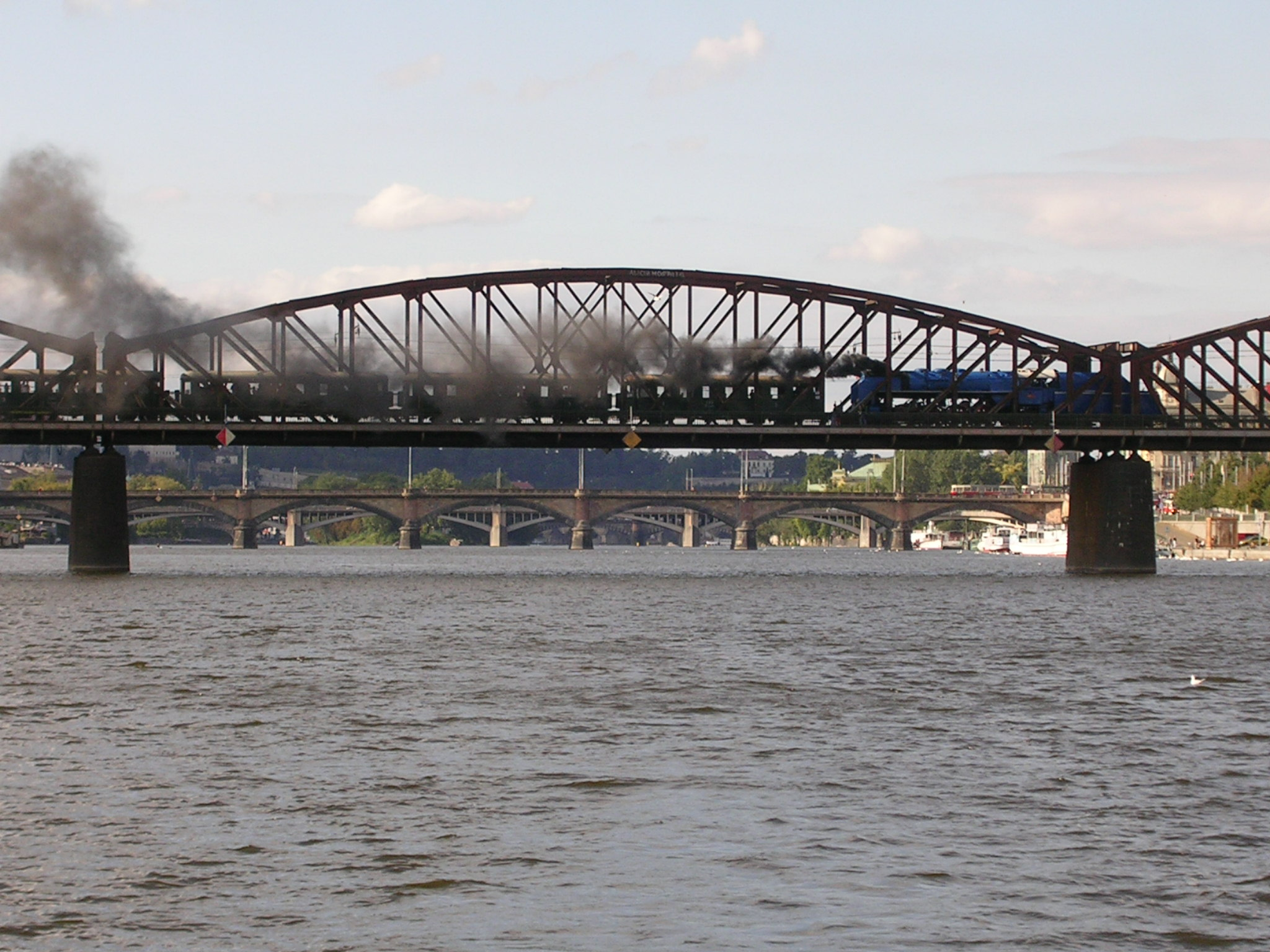
Zvláštní vlak tažený lokomotivou 498.022 na železničním mostě

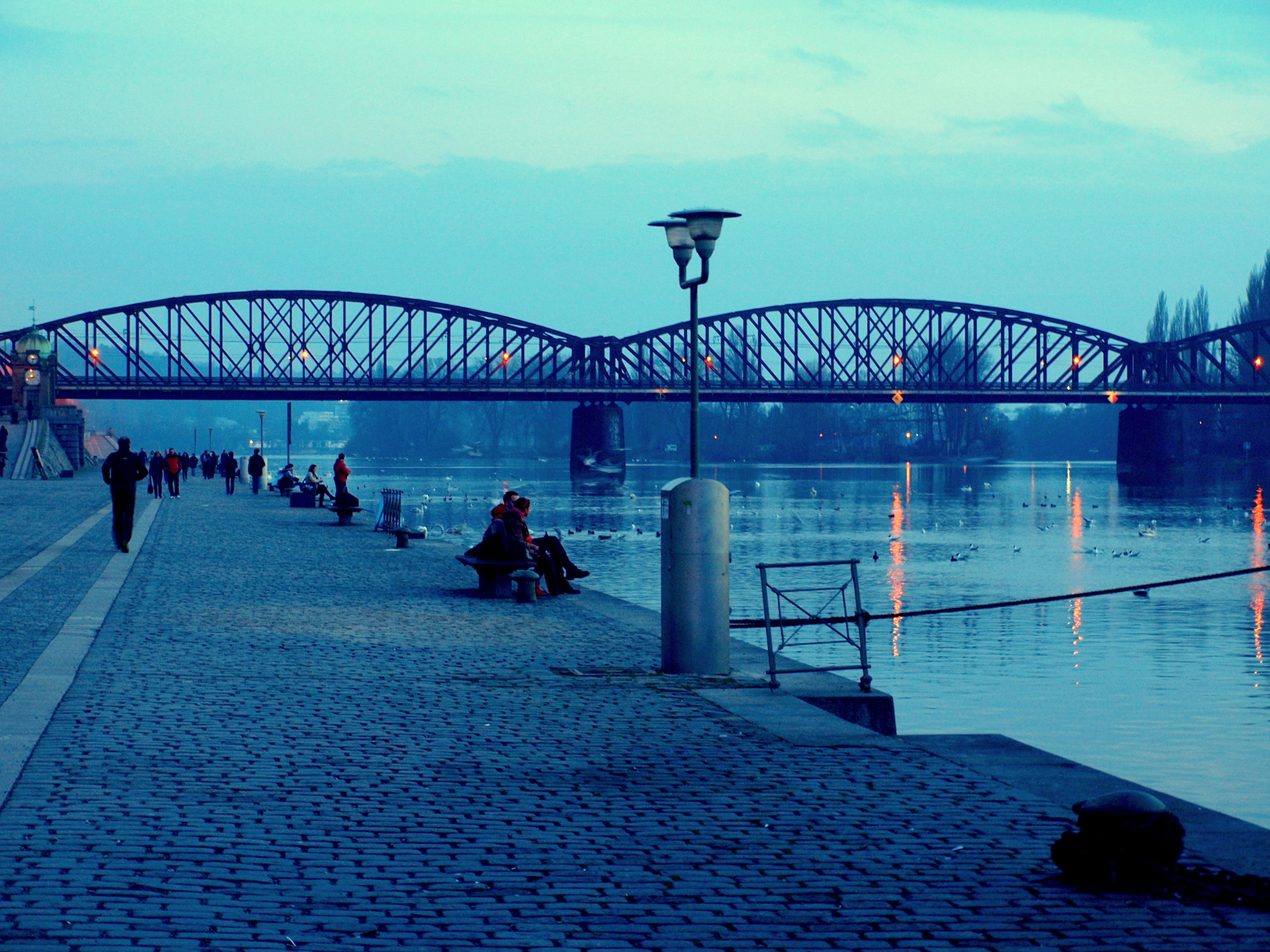
Železniční most z večerního nábřeží

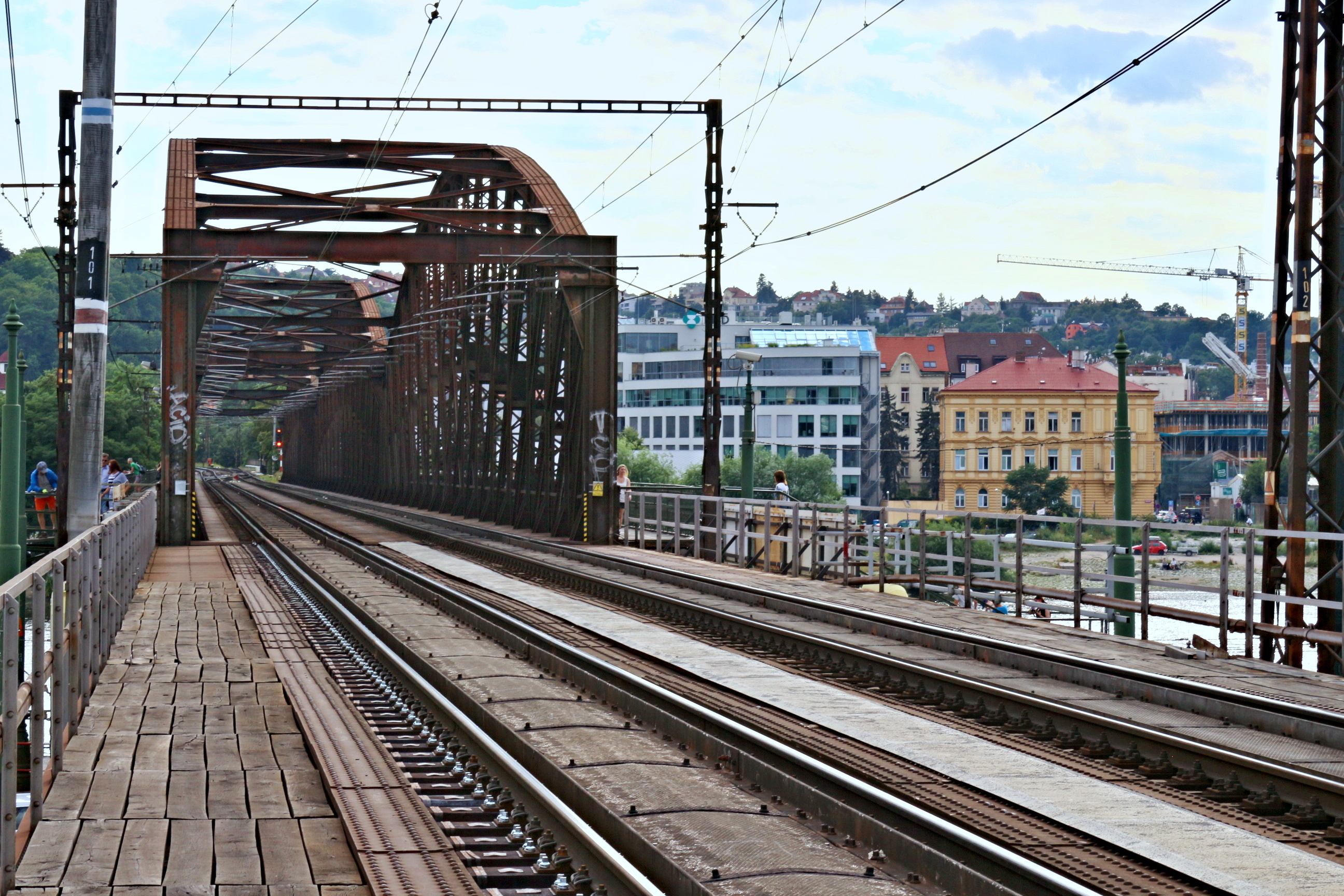
Pohled na mostovku

První skicu nového mostu v roce 1898 podepsal František Prášil z libeňské továrny Bratři Prášilové a spol. Místo pěti polí počítala pouze se třemi, které byly na výtoňské straně doplněny předmostím z plechových nosníků o čtyřech polích. Podemleté tři původní pilíře v řečišti bylo navrženo nahradit dvěma novými. Pobřežní pilíře byly v lepším stavu, a proto byly zachovány, doplněny třemi dalšími na výtoňském předmostí. Nový most byl navržen o půl metru výše než původní, osa mostu byla posunuta o necelé dva metry proti proudu. Odpovědné úřady prosadily osazení lávek pro pěší na obou stranách mostu; o náklady na jejich vybudování se rovným dílem podělily Praha a Smíchov.
Stavba nového mostu proběhla v letech 1900–1901. V říčním korytě byly od roku 1900 vybudovány dva nové, kamenné pilíře. Tři příhradové parabolické nosníky, každý o délce 72 m a hmotnosti 560 t, byly smontovány na dřevěné konstrukci vedle původního mostu, blíže k Vyšehradu. Druhé dřevěné lešení bylo vybudováno na druhé straně pro odsunutí konstrukce původního mostu.
Na výrobě nové konstrukce se podílely čtyři společnosti, a to tři libeňské firmy (První Českomoravská továrna na stroje, Bratři Prášilové a spol. a Rustonova strojírna) a k tomu Těšínské železárny arcivévody Bedřicha. Pilíře vybudovala firma Gregersen a synové, která se osvědčila při opravě Karlova mostu. Tento železniční most je nejvýznamnějším mostem inženýra Františka Prášila, který postavil také Petřínskou rozhlednu a Průmyslový palác.
František Prášil vypracoval takový postup, který by umožnil výměnu uskutečnit za plného provozu, přičemž mělo být využito pro výměnu každého pole zhruba osmdesátiminutových přestávek mezi jízdami vlaků, přičemž rozdílná délka polí měla být řešena doplňkovými výpomocnými konstrukcemi. Toto řešení ministerstvo železnic odmítlo jako přílišný hazard, a proto raději souhlasilo s ucelenou třídenní výlukou. Tu se pak podařilo zkrátit na dvoudenní. Práce začaly 30. září v 6 h ráno, původní nosníky byly odsunuty na pomocnou konstrukci 7,5 m směrem po proudu a poté byly na nové pilíře v ose původního mostu nasunuty nové nosníky. V poledne 1. října byl nový most usazen a v noci na 2. října byl obnoven železniční provoz. Říční doprava nebyla přerušena vůbec. Scénu výměny mostu použil František Langer v próze „Kruh“ ze sbírky Předměstské povídky.
Uvažovalo se, že by původní konstrukce byla využita pro most spojující Libeň a Holešovice, k tomu však nakonec nedošlo.
Ačkoliv most byl již od roku 1901 dvojkolejný, druhá kolej mohla být využívána až od roku 1908, po úpravě kamenného viaduktu na výtoňské straně.
Lávky pro pěší byly zpřístupněny 1. prosince 1902, zpoždění způsobila stavba přístupových schodišť na Výtoni. Provoz na lávkách byl jednosměrný, za průchod se vybíralo mýtné (stejně jako na všech pražských mostech kromě Karlova), výběrčí budky byly umístěny na smíchovské straně. Mostné na pražských mostech bylo zrušeno 24. ledna 1925. Potravní daň se na těchto lávkách nevybírala – kdokoliv s sebou nesl něco, co podléhalo zdanění, musel použít Palackého most. Zatímco při levostranném provozu vozidel byly pro chodce na mostech vyhrazeny pravé chodníky, při zavedení pravostranného silničního provozu v Praze k 26. březnu 1939 byla stanovena pěším povinnost používat na tomto a ještě na dalších třech vltavských mostech vždy levý chodník.
Estetické dopady nového mostu nevzbuzovaly tolik kritiky jako v případě původního mostu. Inženýr Jiří Soukup v publikaci Pražské mosty z roku 1904 píše: „Byli bychom v lůně velkého města raději viděli nějakou konstrukci úhlednější.“ Ve sborníku Ohlas soudobé inženýrské práce se roku 1930 psalo: „Z dalších projektů pražských mostních staveb, jejichž realisování nedá se dlouho odkládati, bude most na Výtoni, jehož návrh má býti opatřen veřejnou soutěží, ježto nutno tu vytvořiti kombinaci železničního mostu pro pět kolejí s mostem silničním, aby bylo lze odstraniti v obraz města rušivě zasahující nynější most vyšehradský.“ V roce 1985 Jan a Ondřej Fischerovi v knize Pražské mosty v souvislosti s tímto mostem píšou: „Obě tyto vícenásobné příhradoviny jistě nejsou svým vzhledem příliš vhodné do centra města a do těsné blízkosti historického, kulturně a krajinářsky exponovaného místa, jakým je Vyšehrad. Dnes by pravděpodobně vyvolal obdobný návrh všeobecný nesouhlas.“
Nový most se stal oblíbeným místem sebevrahů, kteří z něj skákali do Vltavy. Úspěšnost sebevražd však nebyla vysoká; vyšší byla v zimě, kdy Vltavu pokrývala vrstva ledu. Od jisker parních lokomotiv se na mostě opakovaně vznítily pražce, požár se vždy podařilo včas zpozorovat a uhasit.
Dobovým fenoménem byly snahy o podlétnutí nového mostu aeroplánem. Roku 1919 podlet dvouplošníkem úspěšně uskutečnil italský pilot Haas, při snaze nabrat výšku však naboural do pramice s filmaři, kteří jeho počin dokumentovali, a jeden člen štábu zahynul. Rotmistr Alois Vrecl most podlétl v květnu 1926 se strojem Avia BH-21 a dostal za to třicetidenní trest kasárníka. Roku 1927 podlet uskutečnil člen Západočeského aeroklubu Alois Flora s klubovým letadlem Spad.
V roce 1928 byl v rámci elektrizace pražských spojovacích drah na železničním mostě zaveden elektrický provoz s napájecí soustavou 1500 Vss. V roce 1962 došlo v celém pražském železničním uzlu k přepnutí na napětí 3 kVss. V letech 1969–1970 byl upraven horní pás mostu z důvodu instalace nového trakčního vedení a při té příležitosti byly vyměněny vjezdové portály, čímž byla zvýšena průjezdná výška. V roce 1987 byla zesílena mostovka.
Od 15. prosince 2017 byly z důvodu havarijního stavu uzavřeny obě lávky, v rámci náhradní dopravy byl výtoňský přívoz na trase Císařská louka – Kotevní – Výtoň mimořádně v provozu i přes zimu, rekonstrukce byla naplánována na letní sezóny 2018 a 2019. Kvůli umístění plynovodu na konzolách mostu bylo nutno rekonstrukci provádět mimo topnou sezónu. V květnu 2018 začala rekonstrukce první lávky (na jižní, návodní straně), v letní sezóně 2019 byla rekonstruována lávka na severní (povodní) straně. V roce 2023 pak byla provedena jejich velká údržba, zahrnující drobné opravy lávky a schodiště, obnovu nátěrů, odstranění nápisů a zámků ze zábradlí, omytí tlakovou vodou a kontrolu a dotažení šroubů. Správa železnic během října a listopadu 2023 kvůli zhoršujícímu se stavu mostu nainstalovala čidla bezpečnostního monitoringu.

## Úvahy obudoucnosti mostu
V roce 1926 železniční správa oznámila, že na místo projektuje nový, betonový most se čtyřmi kolejemi. Pražští plánovači chtěli do stejných míst umístit také silniční most, případně i s tramvajovou dráhou, a proto se uvažovalo o spojení obou projektů. Tím by vznikla nejširší mostní konstrukce v Praze. Ve sborníku Ohlas soudobé inženýrské práce se roku 1930 psalo: „Z dalších projektů pražských mostních staveb, jejichž realisování nedá se dlouho odkládati, bude most na Výtoni, jehož návrh má býti opatřen veřejnou soutěží, ježto nutno tu vytvořiti kombinaci železničního mostu pro pět kolejí s mostem silničním, aby bylo lze odstraniti v obraz města rušivě zasahující nynější most vyšehradský.“ Pro automobilovou dopravu byl začátkem 30. let otevřen Jiráskův most, myšlenka na vybudování silničního mostu na Výtoni však byla i nadále diskutována a dodnes je zahrnuta v územním plánu (viz Výtoňský silniční most), dotčené městské části se však k záměru staví negativně.  
Po druhé světové válce se kromě nového silničního mostu na Výtoni uvažovalo i o posílení nábřežní komunikace proražením druhého vyšehradského tunelu (např. návrh sourozenců Chalupníčkových z roku 1952). V roce 1993 Josef Sadílek, dopravní specialista z Útvaru hlavního architekta hl. m. Prahy, pro Rudé právo uvedl: „Zatím není rozhodnuto, zda bude dosavadní most rekonstruován, nebo bude vystavěn nový kombinovaný silniční a železniční most anebo dva samostatné mosty.“
S úpravou mostu na tříkolejný počítal územní plán z roku 1999, kdy most ještě nebyl zapsán jako kulturní památka. V souvislosti s rozvojem železniční sítě se uvažovalo o jeho náhradě novým trojkolejným mostem v poněkud odsunuté poloze tak, aby bylo možno zvýšit poloměry oblouků ve výhybně Praha-Vyšehrad, nový most měl sloužit i silniční dopravě (viz heslo Výtoňský silniční most).

### Prohlášení kulturní památkou
K 8. prosinci 2004 byl soubor železničních mostů na trati Praha hlavní nádraží - Praha-Smíchov (most přes Vltavu spolu s klenutým viaduktem a přímými přemostěními směrem ke stanici Praha-Vyšehrad) prohlášen nemovitou kulturní památkou pod rejstříkovým číslem 101315.Marek Zděradička z Institutu plánování a rozvoje hl. m. Prahy v roce 2015 uvedl, že původní idea modernizace železničního mostu byla nahradit železniční most novým sdruženým mostem, který by měl dvě části - tříkolejnou železniční a dvoupruhovou silniční. Tato idea podle něj ale vzala za své s vyhlášením památkové ochrany železničního mostu.
V propagačním videu z roku 2013 SŽDC uváděla, že v té době se předpokládalo doplnění nového dvoukolejného mostu vedle stávajícího, který by byl zjednokolejněn. Nový most by byl vzhledem přizpůsoben staré konstrukci, ale při využití nových technologických možností. Starý most by měl být asi o metr pozvednut kvůli tramvajové trati na nábřeží. K variantě přístavby druhého, dvojkolejného mostu a zjednokolejnění stávajícího mostu se v roce 2011 vyjádřilo kladně pražské středisko Národního památkového ústavu a následně i památkový odbor MHMP. Památkáři však nesouhlasili s výstavbou zastávky na výtoňské straně na místě rovněž památkově chráněných kamenných oblouků.
V roce 2015 SŽDC odhadovala životnost stávajícího mostu při dosavadním zatížení na asi 30 let. Tento most je také nejproblematičtějším místem plánované modernizace trati mezi hlavním a smíchovským nádražím.
V roce 2015 si SŽDC zadala studii proveditelnosti dvou variant řešení, mezi kterými pak má rozhodnout komise ministerstva dopravy.
Podle propočtů z roku 2015 měla modernizace trati trvat minimálně tři roky a neměla začít dříve než v roce 2019, protože dosud nebylo vydáno územní rozhodnutí ani stavební povolení. Studie proveditelnosti předpokládala termín dokončení stavby kolem roku 2024.
IDnes.cz v roce 2015 citovala architekta Jaroslava Zimu, jehož vztah k tématu blíže nevysvětlila, který kritizoval jak narušení kamenných oblouků případnou výstavbou zastávky na Výtoni, tak údajné zničení veškerých historických hodnot mostu jeho zamýšleným přizvednutím o jeden metr. Přijatelným řešením by podle něj bylo, aby rychlíky jezdily do centra po mostu v Braníku a přes Krč a Vršovice. Ředitel pražského Institutu plánování a rozvoje oponoval, že kapacita trati mezi Vršovicemi a hlavním nádražím je rovněž téměř vyčerpaná a také by došlo k neúměrnému navýšení cestovní doby.

### Přemístění, či oprava
V listopadu 2018 média informovala o výsledku studie, kterou si u Kloknerova ústavu ČVUT objednal Národní památkový ústav. Podle studie a ředitele Kloknerova ústavu byla korodovaná konstrukce v natolik špatném stavu, že je třeba, aby byla nahrazena novou. Prvků, které by bylo potřeba opravit, je tolik, že zbourání konstrukce je varianta, která odpovídá aktuálnímu stavu mostu. V pořádku je podle studie pouze hořejšek mostu, zatímco spodní pás i šikmé prvky, na kterých hořejšek drží, jsou ve špatném stavu. Podle studie by do pěti let (tedy do roku 2023) měl být provoz na mostě kvůli jeho stavu zastaven. Národní památkový ústav poté šel na jednání s kompromisem, aby byly vyměněny pouze ocelové části konstrukce, zatímco kamenné části jsou kvalitní a opravitelné. Takový postup připouštěla i studie Kloknerova ústavu. Ředitel Kloknerova ústavu Jiří Kolísko označil za ideální, kdyby po replice původního mostu byla vedena jedna kolej a vedle by byl postaven nový, dvojkolejný most.
Roku 2022 představila Správa železnic vítěze soutěže na architektonický návrh nového mostu, kterým se stala firma 2T engineering. Nový most má být jinak pojatý, mají však být zachovány pilíře mostu. Zároveň má být most rozšířen. Správa železnic v listopadu 2022 pracovala s rokem 2026 jako datem zahájení stavby, přičemž její délka byla odhadována na 20 měsíců. Součástí mají být i lávky pro pěší a cyklisty. Cena je předběžně odhadována na 2 miliardy korun. Zároveň má probíhat oprava železniční tratě mezi mostem a hlavním nádražím. Má také vzniknout nová železniční zastávka na Výtoni, kde má být návaznost na tramvaj. Nýtovaná konstrukce mostu má být snesena a použita jinde.
Vznikl zapsaný spolek Nebourat, který se prezentuje na webové stránce nebourat.cz a na webu Petice.com vystavil před polovinou prosince 2022 petici za zachování mostu. Jako  autor petice a první člen petičního výboru je uváděn učitel a lesník Pavel Štorch, dalšími členy petičního výboru jsou historik umění zaměřený na památkovou péči, architekturu a urbanismus Richard Biegel, architektka se zaměřením na územní plánování Anna Vinklárková sochař, pedagog a sklářský výtvarník Pavel Karous, známý projektem mapování umění ve veřejném prostoru. Na webu uvádí projekt jako své podporovatele přes padesát známých osobností, zejména architektů, umělců, spisovatelů, politiků, vědců, psychologů, lékařů a podobně (stavební, strojní ani dopravní inženýři v tomto seznamu zastoupení nejsou).
Média informovala o dopisu „desítek architektů“ (s více než 80 podpisy) s datem 19. února 2023 vládě, prezidentovi a primátorovi, v němž autoři, za něž dopis prezentoval Jakub Havlas, žádali o zachování a opravu mostu. Vyjádřili přesvědčení, že most zachovat lze, a vymezili se proti pojetí soutěže, která podle nich nebyla soutěží o nejlepší nápad, ale o akceptovatelnost nevratného odstranění památkově chráněného objektu, čímž už v okamžiku svého zadání ztratila svoji oprávněnost. Zpochybnili také potřebu třetí koleje.
V únoru 2023 vznikly na webu Petice.com i dvě petice za náhradu novým mostem.
V březnu 2023 média informovala o výsledku jednání mezinárodního odborného technického kolokvia, které svolal ministr dopravy Martin Kupka. Podle Správy železnic se většina kolokvia shodla, že stav mostu lze označit za „špatný“ a je nutný „naléhavý zásah“. Oprava mostu by podle nich byla drahá a jeho životnost by byla kratší než v případě nové konstrukce. Pro stavbu nového mostu se podle SŽ vyslovilo sedm z deseti členů kolokvia. Dva z deseti členů považovali památkovou hodnotu mostu za natolik významnou, že se přiklonili k jeho opravě a považovali ji za reálnou z pohledu bezpečnosti i nákladů. Členové se shodli, že oprava mostu je možná, avšak rozcházeli se v názoru na její náročnost. Návrh nového mostu kolokvium považovalo za technicky moderní a v pořádku. Ministerstvu a Správě železnic doporučilo projednat další postup s UNESCO. Po šetření v Praze, které proběhlo 11.–12. prosince 2024, vypracovali zástupci UNESCO a ICOMOS společnou zprávu, ve které doporučují provést rekonstrukci stávající mostu. Zároveň doporučují vést nezbytnou třetí kolej po novém souběžném mostě postaveném jižně od stávajícího. Počátkem června 2025 Národní památkový ústav rekonstrukci podpořil.
Jako setrvalý zastánce zachování a rekonstrukce mostu a odpůrce replik a napodobenin je dlouhodobě zmiňován švýcarský mostní inženýr Eugen Brühwiler, který se pražskými mosty dlouhodobě zabývá a byl také členem kolokvia v roce 2023. V roce 2019 se podílel v Kloknerově ústavu na studii rekonstrukce železničního mostu. Navrhl úpravu mostovky na pevnou jízdní dráhu a způsob opravy nosné ocelové konstrukce celého mostu. Kloknerův ústav ale tvrdí, že toto řešení není ověřené na žádném podobně důležitém a vysoce zatíženém mostu a je technicky, ekonomicky i legislativně rizikové. Brühwiler uvedl, že ve Švýcarsku je to již uznávaná stavební metoda i v železniční oblasti.
10. listopadu 2023 představila Správa železnic radě a zastupitelstvu města návrh upravený na základě jednání expertní skupiny složené ze zástupců Správy železnic, hl. m. Prahy, NPÚ a dalších dotčených subjektů. Za hlavní změnu média označovala změnu barvy konstrukce z bílé na bronzovou. Jinak je řešeno předpolí mostu a ke změnám došlo i v dalších detailech.
V polovině listopadu 2023 spolek Nebourat představil 18stránkovou studii Ing. Jiřího Pospíšila Kapacitní posouzení železniční tratě Praha hlavní nádraží - Praha-Smíchov, kterou si údajně u autora objednalo. Autoři se odvolávají na švýcarskou filozofii „Technologie místo betonu“ a docházejí k závěru, že při použití moderních technologií by se požadovaná kapacita vešla na dvě koleje. Autoři například konstatují, že na současné trati je zcela nevyhovující rozmístění návěstidel a následně dlouhé traťové a staniční oddíly. Pro dopravnu Praha-Vyšehrad navrhují uspořádání s nástupišti u všech tří kolejí. Správa železnic studii vytkla, že chybně interpretuje vstupy do výpočtu kapacity vlaků a účelově opomíjí některé výhledové linky. Návrh umístění stanice Vyšehrad je podle ní zcela nevhodný, jelikož nenavazuje na páteřní linky MHD, což není přijatelné pro ROPID a městskou část. Hlavní město Praha se Správou železnic studii odmítly ve společném třístránkovém prohlášení, kde jí vytkly závažné vady. Studie počítá výhledově jen se 17 vlaky za hodinu v jednom směru, reálně jich podle zástupců města má být 20 a po stavbě tunelu pro vysokorychlostní trať na Beroun až 25, ani stavba nových tunelů pod Prahou počet spojů na povrchové trati nesníží tak, aby na mostu stačily dvě koleje. Třetí kolej má být určena pro příměstskou linku S61 tak, aby nebyla v kolizi s dalšími vlaky, avšak v případě absence třetí koleje by se musely vlaky vyhýbat v zastávce Vyšehrad, což by znamenalo kolaps trati i při minutovém zpoždění některého ze spojů. Ve studii navržený jízdní řád pro dvoukolejný most je podle prohlášení v praxi neproveditelný. Umístění zastávky k bývalému nádraží Vyšehrad je nevhodné jednak kvůli vzdálenosti přestupu na tramvaj na Výtoni, jednak kvůli poloměru oblouku trati, který by znemožnil bezbariérovost nástupišť. Studie rovněž chybně uvádí osovou vzdálenost kolejí 4,75 metru, ačkoliv na mostě je na základě historické výjimky pouze 3,8 metru.
Ministr dopravy Martin Kupka 19. prosince 2023 na tiskové konferenci představil závěry diskusí o budoucnosti mostu. Řešením má být zachování původních pilířů, postavení nového tříkolejného mostu a přesun staré konstrukce na jiné místo. Most by mohl nahradit přívoz P4 (Chuchle – Modřany) nebo P6 (Lahovičky – Nádraží Modřany). V srpnu 2024 pražští radní vybrali lokalitu přívozu P4.